# Hronské Kosihy
Hronské Kosihy (Hongaars: Garamkeszi) is een Slowaakse gemeente in de regio Nitra, en maakt deel uit van het district Levice.
Hronské Kosihy telt 689 inwoners.